# Saison 1997 de la Ligue canadienne de football
Chronologie
Saison précédente Saison suivante
1997 est la 40e saison de la Ligue canadienne de football et la 114e saison depuis la fondation de la Canadian Rugby Football Union en 1884.

## Événements
À l'issue de la saison 1996, les Rough Riders d'Ottawa ont fermé leurs portes. Un repêchage spécial visant à répartir les joueurs des Rough Riders dans les autres équipes est tenu en février 1997.
En conséquence de la disparition du club d'Ottawa, les Blue Bombers de Winnipeg retournent dans la division Est. 
Les Alouettes de Montréal sont vendus à un groupe d'investisseurs dirigés par Robert C. Wetenhall.

## Classements
| Clt   | Équipe                   | PJ | V  | D  | N | BP  | BC  | Pts |
| ----- | ------------------------ | -- | -- | -- | - | --- | --- | --- |
| +001, | Argonauts de Toronto     | 18 | 15 | 3  | 0 | 660 | 327 | 30  |
| +002, | Alouettes de Montréal    | 18 | 13 | 5  | 0 | 509 | 532 | 26  |
| +003, | Blue Bombers de Winnipeg | 18 | 4  | 14 | 0 | 443 | 548 | 8   |
| +004, | Tiger-Cats de Hamilton   | 18 | 2  | 16 | 0 | 362 | 549 | 4   |

| Clt   | Équipe                           | PJ | V  | D  | N | BP  | BC  | Pts |
| ----- | -------------------------------- | -- | -- | -- | - | --- | --- | --- |
| +001, | Eskimos d'Edmonton               | 18 | 12 | 6  | 0 | 479 | 400 | 24  |
| +002, | Stampeders de Calgary            | 18 | 10 | 8  | 0 | 519 | 443 | 20  |
| +003, | Roughriders de la Saskatchewan   | 18 | 8  | 10 | 0 | 413 | 479 | 16  |
| +004, | Lions de la Colombie-Britannique | 18 | 8  | 10 | 0 | 429 | 536 | 16  |

## Séries éliminatoires

### Demi-finale de la division Ouest
- 2 novembre : Roughriders de la Saskatchewan 33 - Stampeders de Calgary 30

### Finale de la division Ouest
- 9 novembre : Roughriders de la Saskatchewan 31 - Eskimos d'Edmonton 30

### Demi-finale de la division Est
- 2 novembre : Lions de la Colombie-Britannique 35 - Alouettes de Montréal 45

### Finale de la division Est
- 9 novembre : Alouettes de Montréal 30 - Argonauts de Toronto 37

### 85ecoupe Grey
- 16 novembre : Les Argonauts de Toronto gagnent 47-23 contre les Roughriders de la Saskatchewan au stade du Commonwealth à Edmonton (Alberta).

## Honneurs individuels
- Joueur par excellence : Doug Flutie (QA), Argonauts de Toronto
- Joueur défensif par excellence : Willie Pless (en) (SEC), Eskimos d'Edmonton
- Joueur de ligne offensive par excellence :  Mike Kiselak (en) (G), Argonauts de Toronto
- Joueur canadien par excellence : Sean Millington (en) (DO), Lions de la Colombie-Britannique
- Recrue par excellence : Derrell Mitchell (en) (DI), Argonauts de Toronto